# Эффект Прандтля — Глоерта

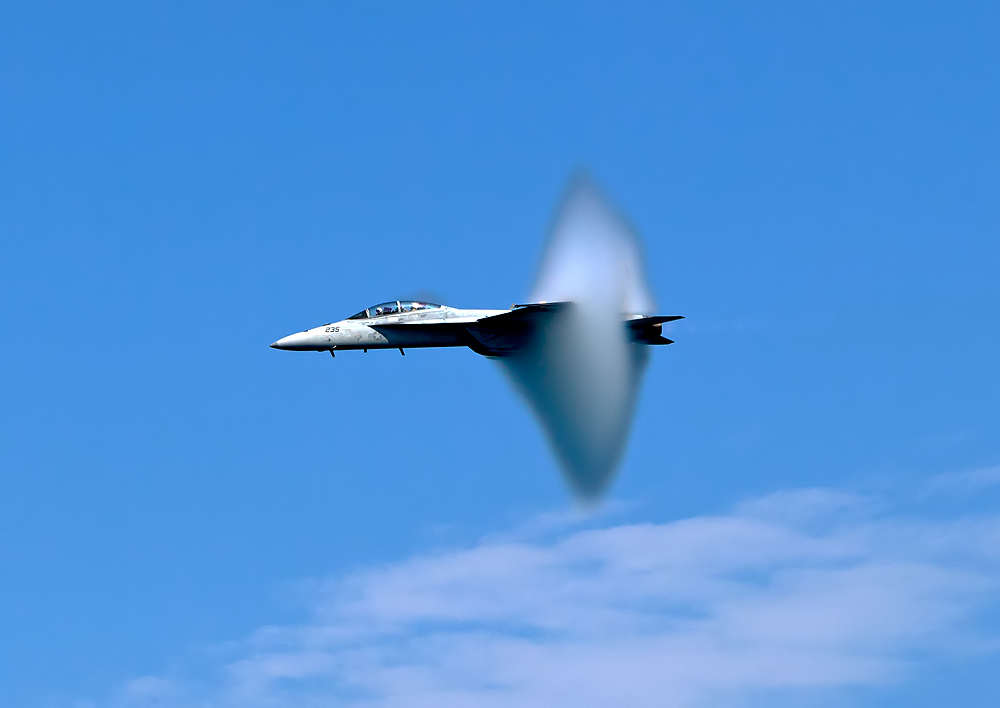
Эффект вокруг самолёта F/A-18

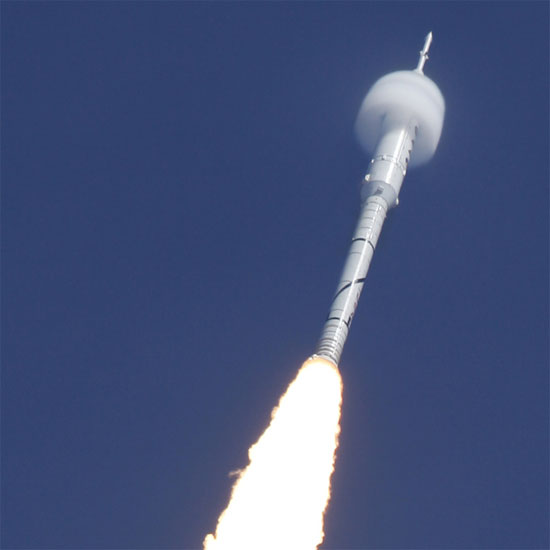
Эффект, проявляющийся вокруг обтекателя в головной части космической ракеты Ares 1-X

Эффект Прандтля — Глоерта (паровой конус) — научно-популярное название конусовидного облака конденсата, возникающего вокруг объекта, движущегося на околозвуковых скоростях. Чаще всего наблюдается у самолётов. Назван в честь немецкого физика Людвига Прандтля и английского физика Германна Глоерта.

## Причины

Схема трансзвукового обтекания крыла после достижения критического числа Маха

При достижении определённой скорости потока, обтекающего тело (крыло), соответствующей числу Маха, называемому критическим, местная скорость начинает превышать скорость звука. При этом возникает скачок уплотнения — нормальная ударная волна. Однако течения в пограничном слое в силу вязкости имеют существенно меньшую скорость. Возникает градиент скоростей, перпендикулярный поверхности, и как следствие, градиент давления. Этот градиент является неблагоприятным, приводящим к отрыву потока в основании ударной волны, и скачок уплотнения принимает лямбдовидную форму. Отрывное течение как бы оборачивается вокруг скачка, расширяется в зону за ударной волной. 
Этот процесс является местно адиабатическим, где занимаемый воздухом объём увеличивается, а его температура понижается. Если влажность воздуха достаточно велика, то температура воздуха может оказаться ниже точки росы. Тогда содержащийся в воздухе водяной пар конденсируется в виде мельчайших капелек, которые образуют небольшое облако. Поскольку отрывные течения за ударной волной направлены вдоль её фронта, передний край облака повторяет её форму, образуя конус.
Поскольку по мере удаления от фронта ударной волны температура снова становится равной температуре невозмущенного потока, конденсат испаряется. Поэтому складывается впечатление, что облако пара следует за летательным аппаратом.  
При дальнейшем росте скорости фронт нормального скачка смещается по направлению потока, течения в пограничном слое становятся сверхзвуковыми и условия для конденсации исчезают.  Поэтому паровой конус наблюдается лишь в узком диапазоне скоростей.

## Заблуждения, связанные с эффектом
Поскольку конденсация в отрывных течениях возникает не только при трансзвуковом обтекании, например, при полёте с большими углами атаки или в вихревых жгутах с кромок и законцовок крыла, очень часто эти явления также называют эффектом Прандтля — Глоерта, несмотря на то, что градиент скоростей (давлений) вызван несколько иными причинами.
Кроме того, срыв потока не является необходимым условием для конденсации. Так, очень часто за данный эффект ошибочно принимают облако Вильсона — конденсат, который образуется в результате прохождения ударной волны, когда течения направлены поперёк её фронта, и никак не связан со срывом потока. И даже при ламинарном потоке без отрывных течений в условиях высокой влажности, перепад температур из-за перепада давлений может приводить к образованию паровых облаков вокруг летательных аппаратов.

## Происхождение названия
Название эффекта происходит из заблуждения, что появление эффекта связано с одноименной теоретической сингулярностью. Таким образом данный эффект можно считать примером закона Стиглера.

## Галерея
- Видео образования и исчезновения конденсационного облака у самолёта F-14A летящего во влажном воздухе над водной поверхностью

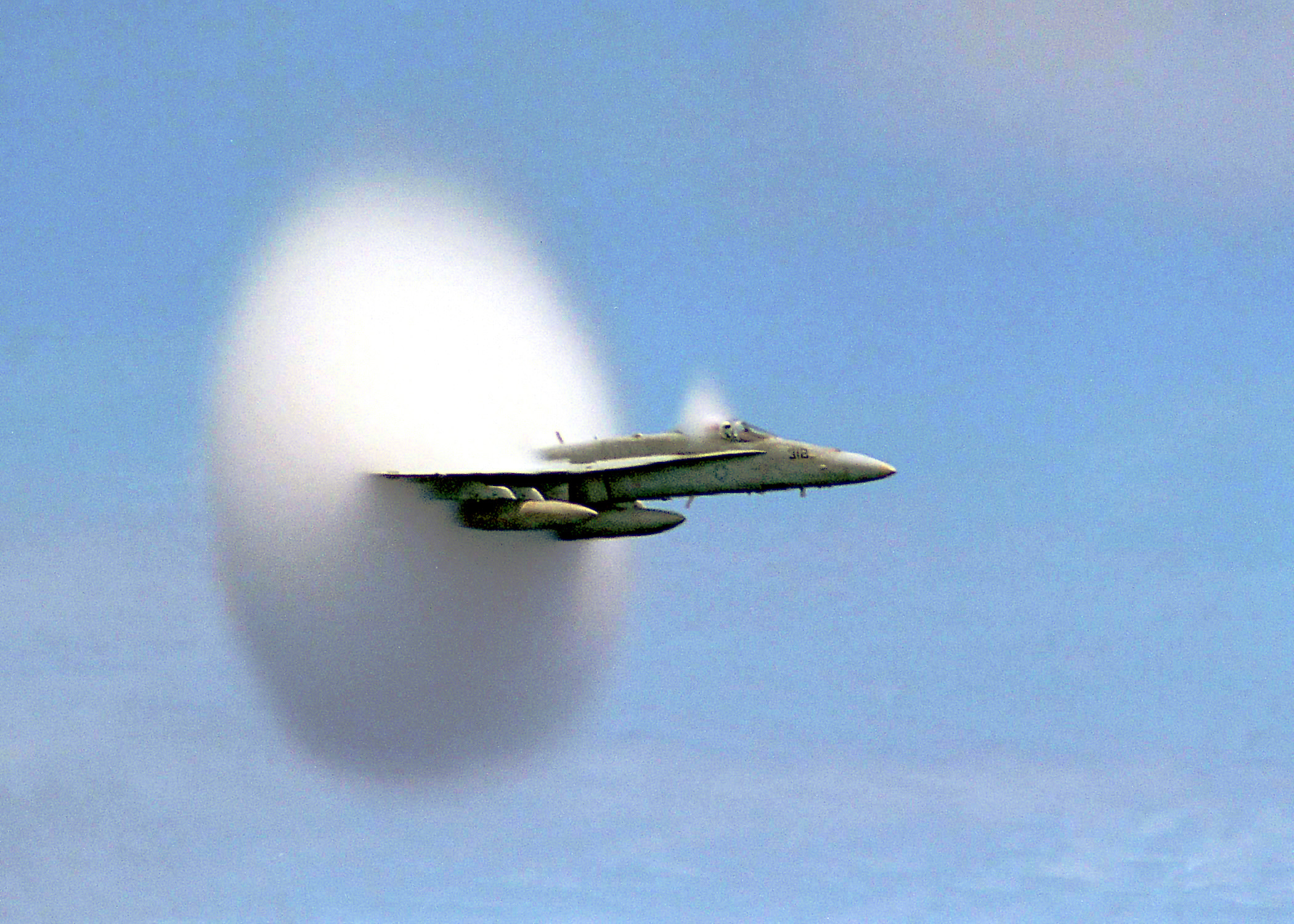
Вариант проявления эффекта Прандтля — Глоерта самолёт F/A-18
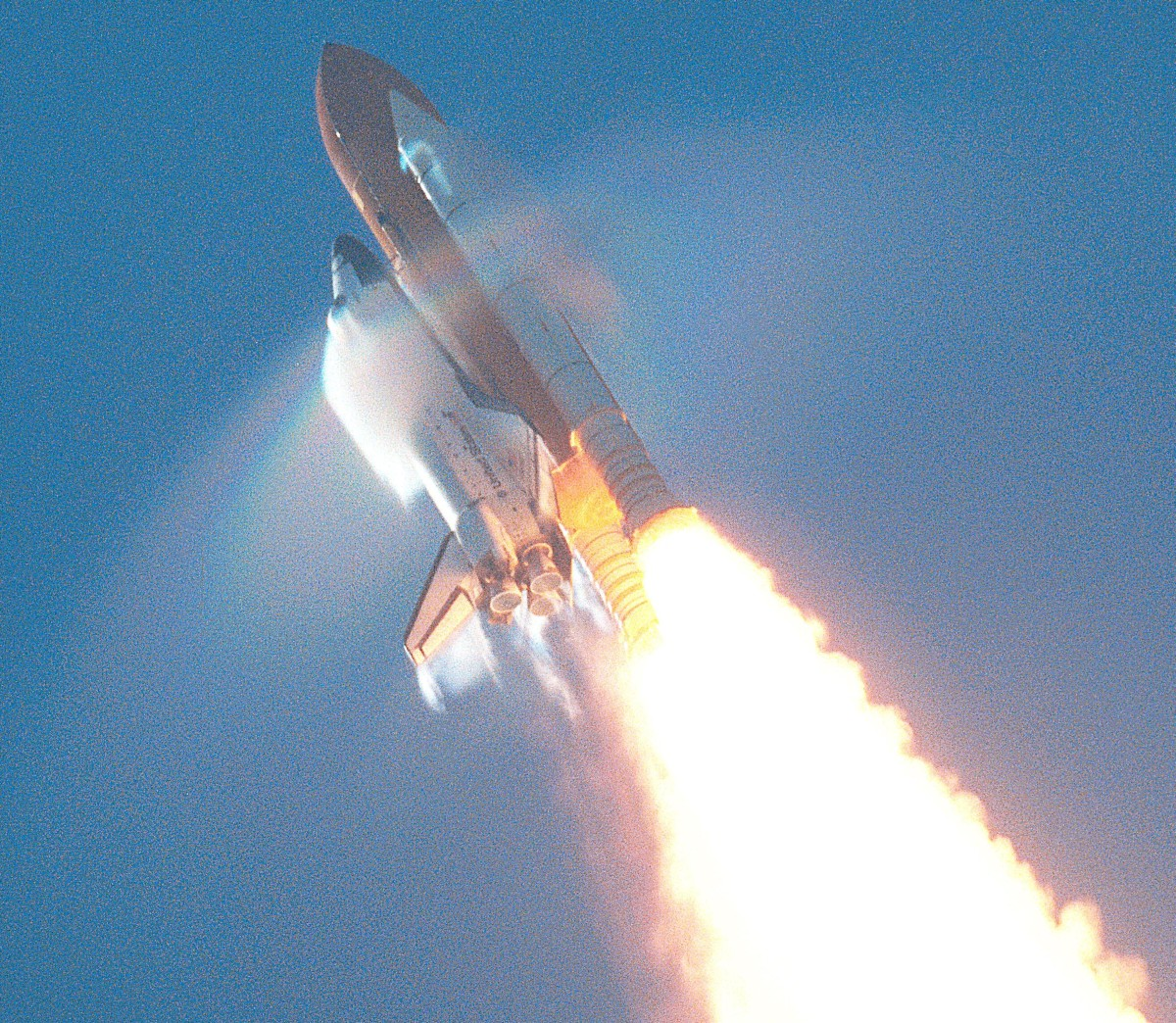
Эффект при старте шаттла «Атлантис»
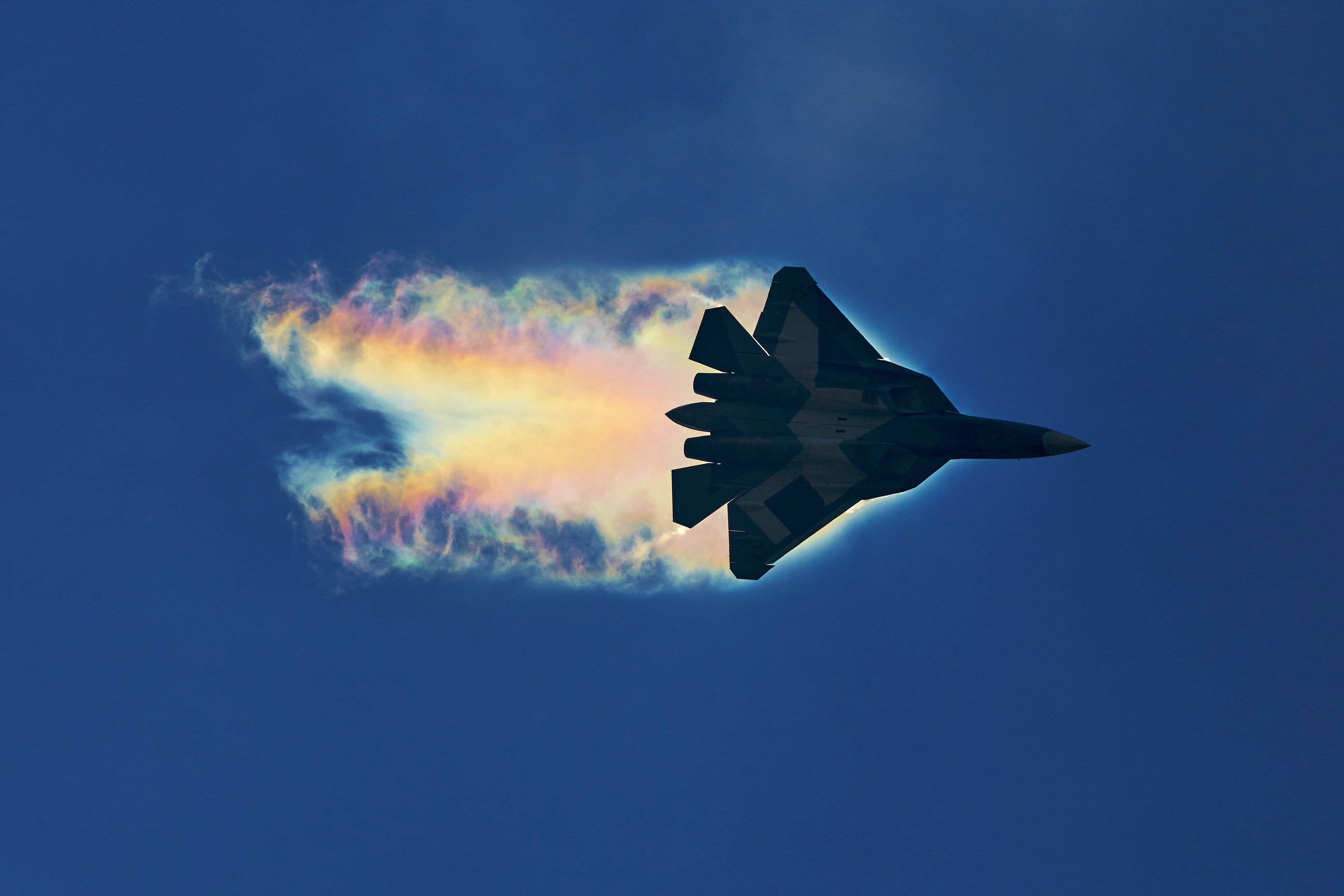
Конденсация влаги при полёте Су-57 с большими углами атаки на авиасалоне «МАКС-2015» — данное явление наиболее часто принимается за эффект
Облако Вильсона при взрыве атомной бомбы «Baker» — часто ошибочно принимается за эффект
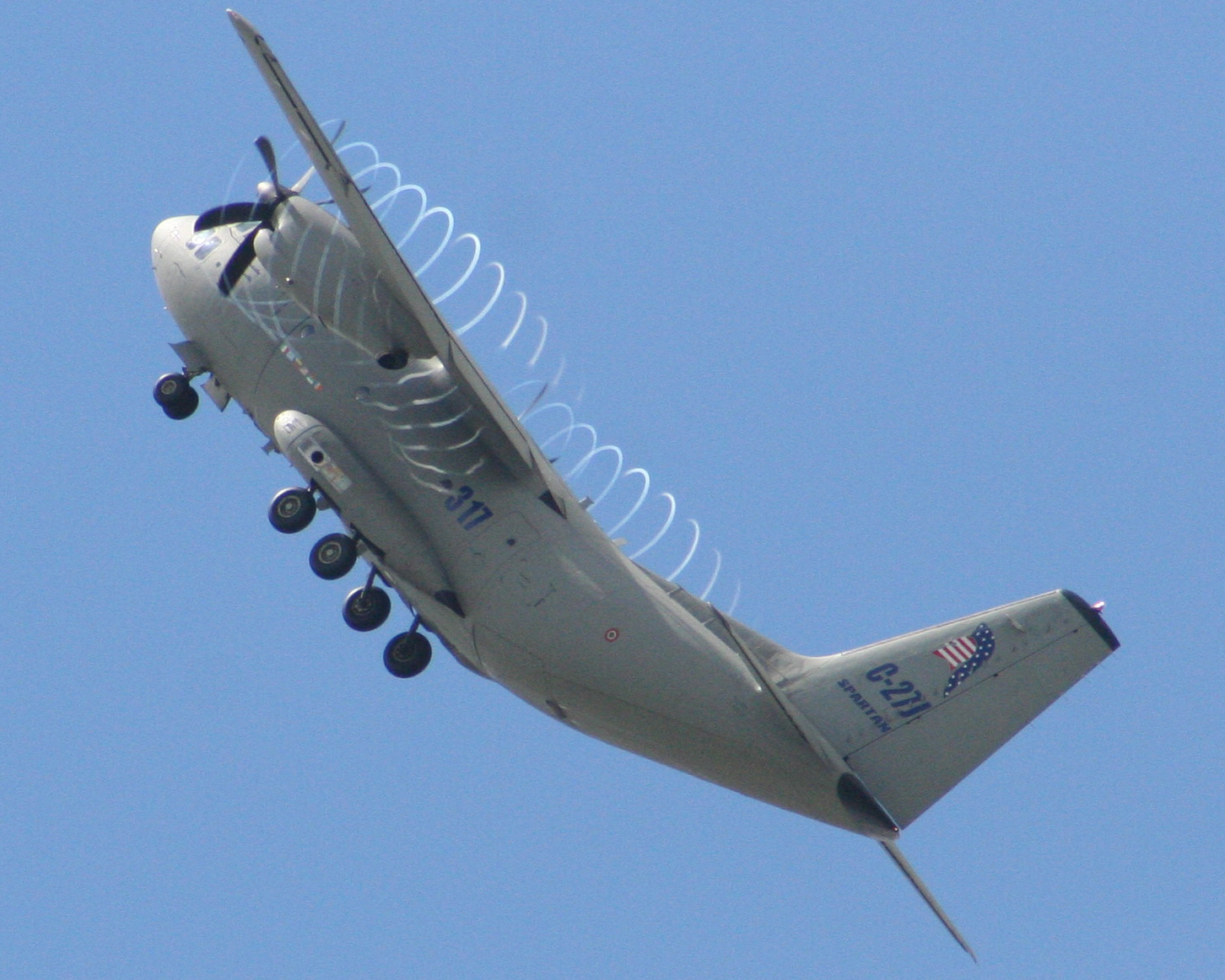
Конденсация на концах винтов турбовинтовых двигателей самолёта C-27 — также не является эффектом Прандтля—Глоерта